# Østerelva, Alta
Østerelva (också skrivet Austerelva) är en norsk älv i Alta kommun i Finnmarks fylke. Den är en sidoälv till Tverrelva.